# Адаевская, Элла Георгиевна
Э́лла Гео́ргиевна Ада́евская (настоящая фамилия — Шульц; 10 [22] февраля 1846, Санкт-Петербург — 26 июля 1926, Бонн) — русская пианистка, композитор и этномузыковед.

## Биография
Отец — Егор Христианович (Георг Юлий) Шульц (нем. Georg Julius Schultz, 1808—1875), врач-прозектор, писатель, собиратель эстонского и финского фольклора, переводчик «Горя от ума» (1853), известный под псевдонимом Dr.Bertram; мать — Теодора Шульц, преподавательница музыки, родом с севера Германии.
С восьми лет училась игре на фортепиано у Адольфа Гензельта, который с 1838 года жил в Петербурге и преподавал в женских институтах, мать Эллы была его ученицей и ассистенткой. Зимой 1861—1862 годов дала свой первый концерт, имела большой успех. В 1862 году поступила в только что открытую Петербургскую консерваторию, где занималась у Антона Рубинштейна и Александра Дрейшока по классу фортепиано, затем у Н. И. Зарембы и А. С. Фаминцына как композитор. Окончив обучение (1869), она начала сольную карьеру, уже под псевдонимом Адаевская (этот псевдоним был взят ей из буквенных обозначений ударов литавр в увертюре к опере Глинки «Руслан и Людмила»: A, D, A — ля, ре, ля), выступала с концертами в России и за границей (в том числе в Вене и Париже, где подружилась с Шарлем Гуно). В 1870-х годах Адаевская сочинила несколько хоров для придворной капеллы, затем написала две оперы — «Непригожая» (1873) и «Заря свободы» (1877). Вторая опера, посвящённая царю Александру II, была разрешена цензурой в изменённом виде. Отдельные номера из неё прозвучали в концертном исполнении в Париже (1877), Тарту (1886) и Зальфельде (1953). Адаевская занималась также изучением музыки древней Греции и славянского музыкального фольклора и под их влиянием в 1881 году написала «Греческую сонату» для кларнета и фортепиано, в которой использовала четвертитоновые интервалы.

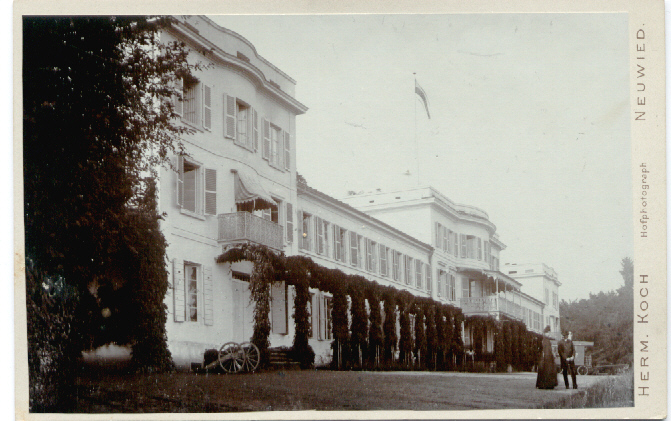
Нойвид, замок Монрепо

В 1882—1911 годах с сестрой-художницей Паулиной Гайгер и тремя её детьми Адаевская жила в Венеции, выступала в частных салонах, писала статьи на музыкальные темы. В это время она поддерживала творческие отношения с выдающимися личностями венецианской музыкальной жизни, активно участвовала в музыкально-просветительской жизни города и пользовалась широким признанием как пианистка, композитор и музыковед. Композиции в Италии в основном представляют собой песни, а именно «24 прелюдии для голоса и фортепиано» (1903—1907) на тексты её племянника Бенно Гейгера. В 1911 году переехала в Германию, в Нойвид. Здесь, в замке Зегенхаус под Нойвидом, Адаевская вместе с её подругой, баронессой Франциской фон Лоэ, её дочерью Маргаритой и королевой Румынии Елизаветой (собственно Елизаветой фон Вид), писавшей стихи под псевдонимом Кармен Сильва, составляли музыкально-литературный кружок. Мировую войну провела в замке Зегенхаус. Адаевская занималась музыкальным фольклором — русским, славянским, греческим, итальянским, татарским, эстонским, кельтским, публиковалась в музыковедческих изданиях разных стран.

## Основные сочинения

### Оперы
- Die Tochter des Bojaren oder die Hässliche (Дочь боярина, или Непригожая), романтическая опера в одном действии (1873)
- Morgenröte der Freiheit (Заря свободы), народная опера в четырёх действиях (1877)

### Произведения для фортепиано
- Chanson Rococo et Doubles (1904)
- Вариации в форме музыкальных силуэтов
- Onde del Lido (1886)
- Triste et tendre (1887)
- Schmetterlings Sehnsuchtstraum (1920)

### Вокальные произведения
- Weihnachtskantate (Рождественская кантата) (1868)
- Hymne an die Muse und griechischer Chortanz (Гимн музе и греческий танец с хором) (1917)
- 24 прелюдии для голоса и фортепиано на стихи Бенно Гайгера (1903—1907)
- Музыка на стихи Кристины Пизанской, Шарля Орлеанского, Ленау, Грильпарцера, Платена, Сюлли-Прюдома и др.

### Камерная музыка
- Греческая соната для кларнета (или скрипки) и фортепиано (1881)
- Венецианская серенада для мандолины, двух гитар, виолончели и контрабаса

## Избранные публикации
Ноты
- Шульц-Адаевская Э. Рождественская кантата. Сарабанда из Сюиты для струнного оркестра. Гимн музе и греческий танец с хором. Текстологическая редакция и перевод на русский язык Д. Г. Ломтева// Нотный альбом, 2010, № 6.
- Шульц-Адаевская Э. Произведения для фортепиано, романсы, Менуэт из Сюиты для струнного оркестра, хор «Отче наш». Текстологическая редакция и перевод на русский язык Д. Г. Ломтева// Нотный альбом, 2011, № 3.
- Schultz-Adaïewsky E. Ausgewählte Werke für Klavier zu zwei Händen. Onde del Lido. Schmetterlings Sehnsuchtstraum. Triste et tendre. Nach dem Autograf herausgegeben von Denis Lomtev.— Lage (Westf.): BMV Robert Burau, 2013.
- Schultz-Adaïewsky E. Ausgewählte Lieder für Singstimme und Klavier. Vöglein, wohin so schnell? Kindesauge. Chinesisches Liebeslied. An den Wind. Blick in den Strom. Perché mi quardi? De triste cœur. Nach dem Autograf herausgegeben von Denis Lomtev. — Lage (Westf.): BMV Robert Burau, 2013.
- Schultz-Adaïewsky E. Hymne an die Muse und Griechischer Chortanz. Text nach Dionysios von Halikarnassos. Für Alt-Solo, zweistimmigen Frauenchor und Instrumentalensemble. Partitur. Nach dem Autograf herausgegeben von Denis Lomtev. — Lage (Westf.): BMV Robert Burau, 2013.
- Schultz-Adaïewsky E. Neuer Frühling. Text von Georg Scherer. Für Singstimme und Klavier; für Singstimme und Streichquartett. La serenata. Text von Vittoria Aganoor. Für Singstimme, Violine, Violoncello und Klavier. Nach dem Autograf herausgegeben von Denis Lomtev. — Lage (Westf.): BMV Robert Burau, 2014.
- Schultz-Adaïewsky E. Chanson Rococo et Doubles. Variationen in musikalischen Silhouettenformen für Klavier zu zwei Händen. Nach dem Autograf herausgegeben von Denis Lomtev. — Lage (Westf.): BMV Robert Burau, 2014.
- Schultz-Adaïewsky E. Morgenröte der Freiheit. Volksoper in vier Akten. Klavierauszug. Nach dem Autograf bearbeitet und herausgegeben von Denis Lomtev. — Lage (Westf.): BMV Robert Burau, 2015.
- Schultz-Adaïewsky E. Weihnachtskantate. Klavierauszug. Nach dem Autograf bearbeitet und herausgegeben von Denis Lomtev. — Lage (Westf.): BMV Robert Burau, 2018.

Прочее
- Шульц-Адаевски Э. Напевы и тексты, записанные у терских славян. — СПб.: тип. Акад. наук, 1904. — 16 с. — (Отт. из: Бодуэн-де-Куртенэ И. А. Материалы для южнославянской диалектологии и этнографии. – СПб., 1904. – Т. 2. – С. 197–210).[3]
- Непригожая : Опера в 1-м д [либретто] / Муз. Э. Адаевской; слова Р. И. Минцлова и Савар; Пер.: Калашников. — СПб.: тип. Скарятина, 1873. — 82 с.[4]
- Lettere sulla musica a Venezia // Gazzetta Musicale di Milano. — 1888.
- La berceuse populaire. — Torino etc., 1894.